# Sheshi Besëlidhja

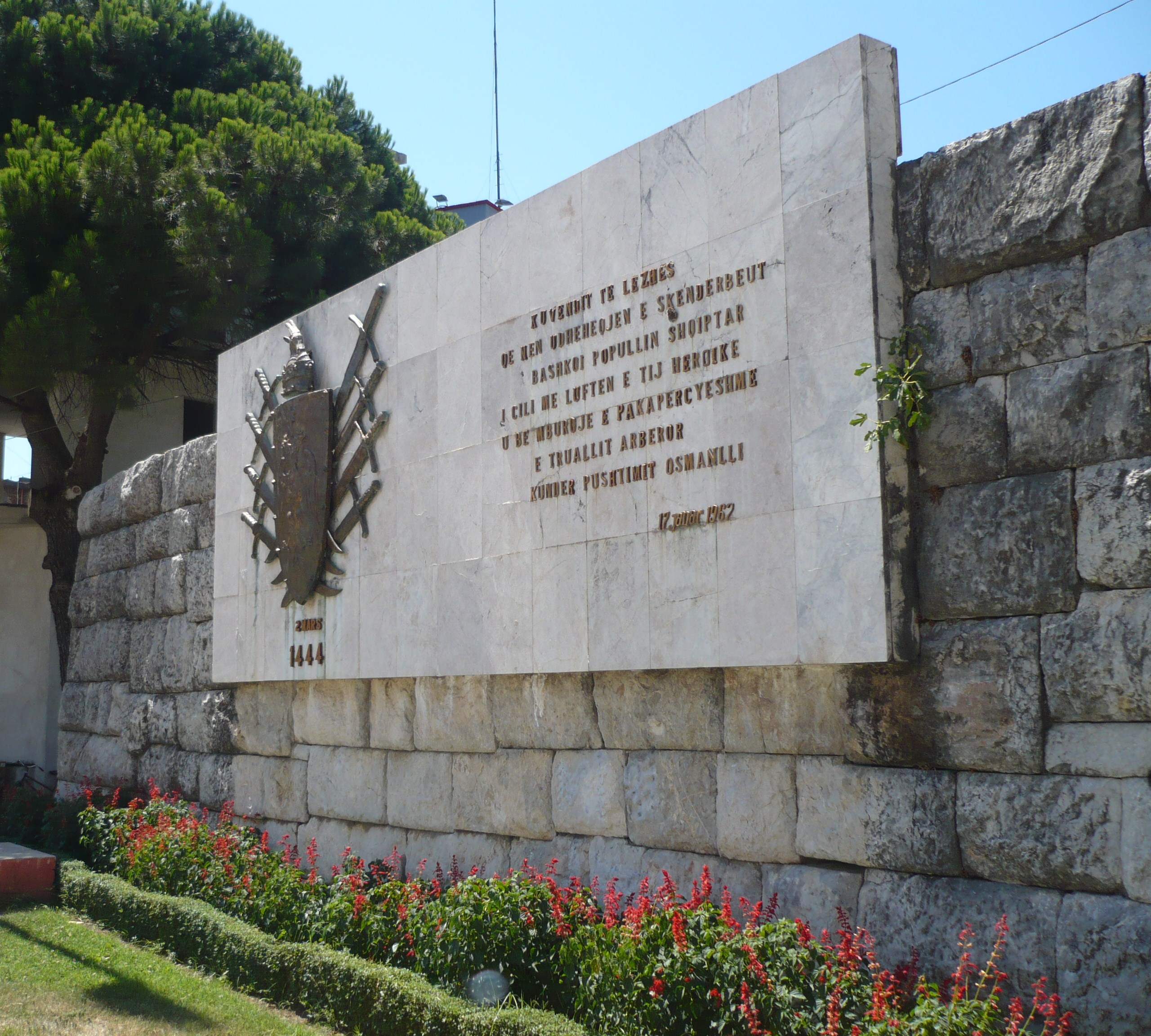
Monument ter herdenking van de Liga van Lezhë op Sheshi Besëlidhja

Sheshi Besëlidhja ([ʃɛʃi bɛsəliðja]; 'eedverbondplein') is een plein in de Albanese stad Lezhë, de hoofdstad van de gelijknamige prefectuur.
Wie vanuit Tirana de stad binnenkomt, arriveert even na het kruisen van de Drin op het centraal gelegen Sheshi Besëlidhja. Op het plein komen de Bulevardi Gjergj Fishta (in het zuidoosten) en de Rruga Frëng Bardhi (in het noorden) uit. Sheshi Besëlidhja is vooral bekend omwille van het monument met grote gedenkplaat ter herdenking van de Liga van Lezhë, waarin 's lands nationale held Skanderbeg op 2 maart 1444 een reeks machthebbers uit de streek kon verenigen in hun strijd tegen de oprukkende Turken. Hiernaar is het plein, net zoals de lokale voetbalclub Besëlidhja Lezhë, ook genoemd.
Aan de zuidkant van het plein bevindt zich het hotel Liss-Uldedaj.